# AK-12
AK-12 hay 6P70 (tiếng Nga: 6П70) là mẫu thiết kế mới nhất của dòng súng trường tự động Kalashnikov, là súng bộ binh chủ lực thay thế cho AK-74/AK74M của Quân đội Nga.
AK-12 (định danh GRAU là 6P70) dùng cỡ đạn 5,45×39mm được thiết kế và sản xuất bởi Tập đoàn Kalashnikov (trước đây là Izhmash), nó là súng trường Kalashnikov thế hệ thứ năm. Tập đoàn Kalashnikov cũng sản xuất biến thể của AK-12 dùng cỡ đạn 7,62×39mm, được gọi là AK-15 (định danh GRAU là 6P71) từ yêu cầu của quân đội Nga. Một biến thể sử dụng loại đạn 5,56×45mm NATO sau đó đã được ra mắt là AK-19. Các biến thể nhỏ gọn của AK-12 và AK-15 cũng đang được phát triển là AK-12K và AK-15K với nòng súng được rút gọn.
Dự án AK-12 bắt đầu vào năm 2011 bởi nhà máy IZHMASH, công ty đã trở thành một phần của Tập đoàn Kalashnikov với tư cách là một liên doanh tư nhân, trong nỗ lực tham gia vào các cuộc thử nghiệm "Ratnik" do quân đội Nga tổ chức. Nó được phát triển tiếp tục bởi Tập đoàn Kalashnikov. Trong suốt giai đoạn phát triển và đánh giá, nó đã nhận được nhiều sửa đổi để đáp ứng tiêu chuẩn của quân đội Nga và giải quyết những lo ngại của quân đội về chi phí và các vấn đề về hỏa lực khi bắn ở chế độ tự động của các nguyên mẫu trước đó.
Nó đã trải qua ba nguyên mẫu khác nhau để cải thiện "các khuyết điểm" được phát hiện trên các bảng nguyên mẫu từ năm 2012 đến năm 2015. Những nguyên mẫu này sau đó đã bị loại bỏ để chuyển sang nguyên mẫu AK-400 đã được chứng minh và cải tiến, lấy cái tên thiết kế " AK-12" và trở thành cơ sở cho mẫu AK-12 cuối cùng. Tuy nhiên AK-12 vẫn còn các lỗi rất nghiêm trọng như phần lót bảo vệ tay vẫn thiếu sự ổn định dễ để lại những vết nứt, phần chỉnh chế độ bắn vẫn bị kéo chệch ra ngoài nếu ko hạn chế lực trên ngón tay, đồng thời vẫn chưa khắc phục được hiện tượng kẹt đạn từ AK-74 trở đi khi được thử độ tin cậy với bùn.

## Thiết kế

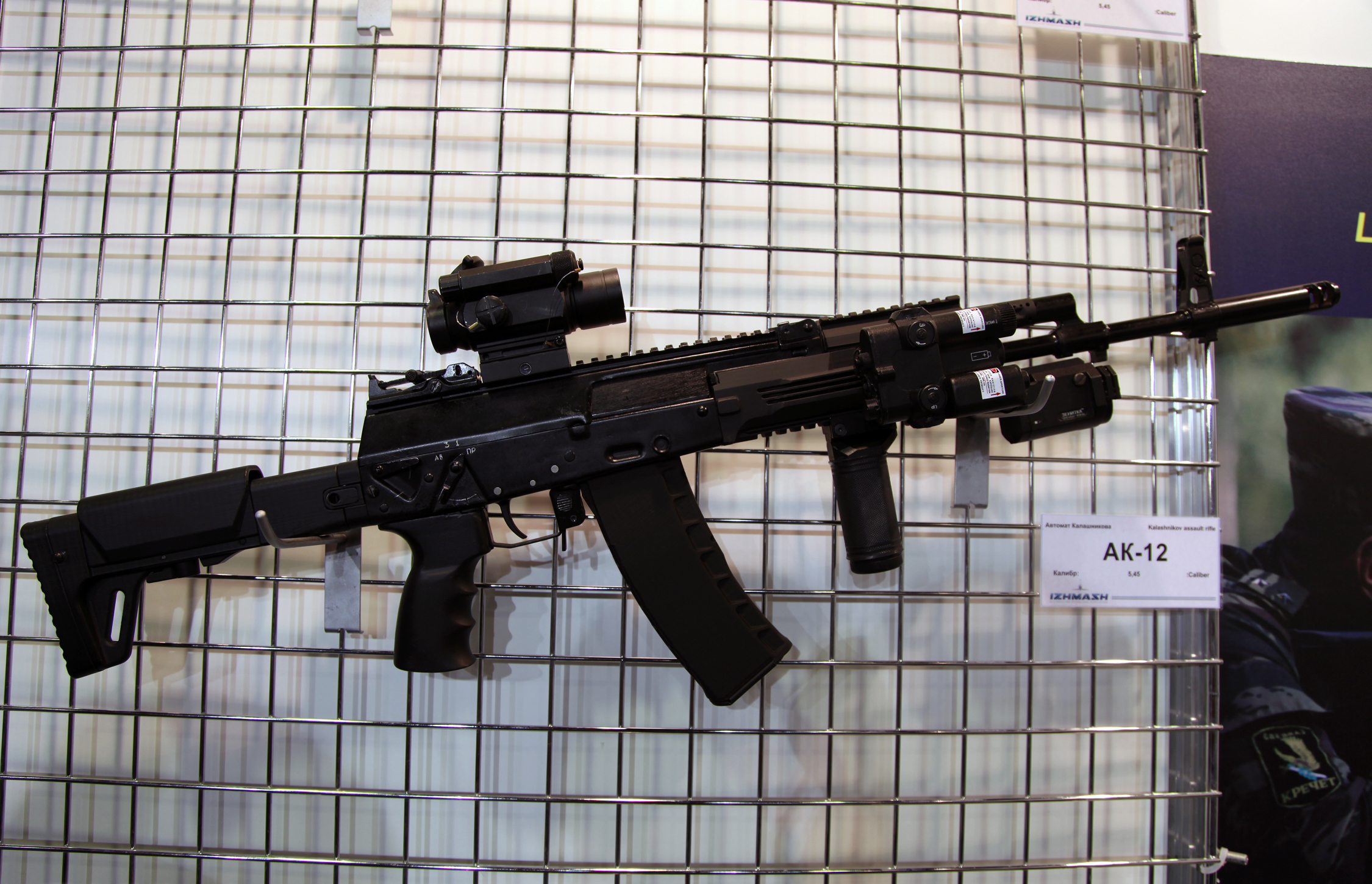
Mẫu thử nghiệm bị hủy bỏ của AK-12

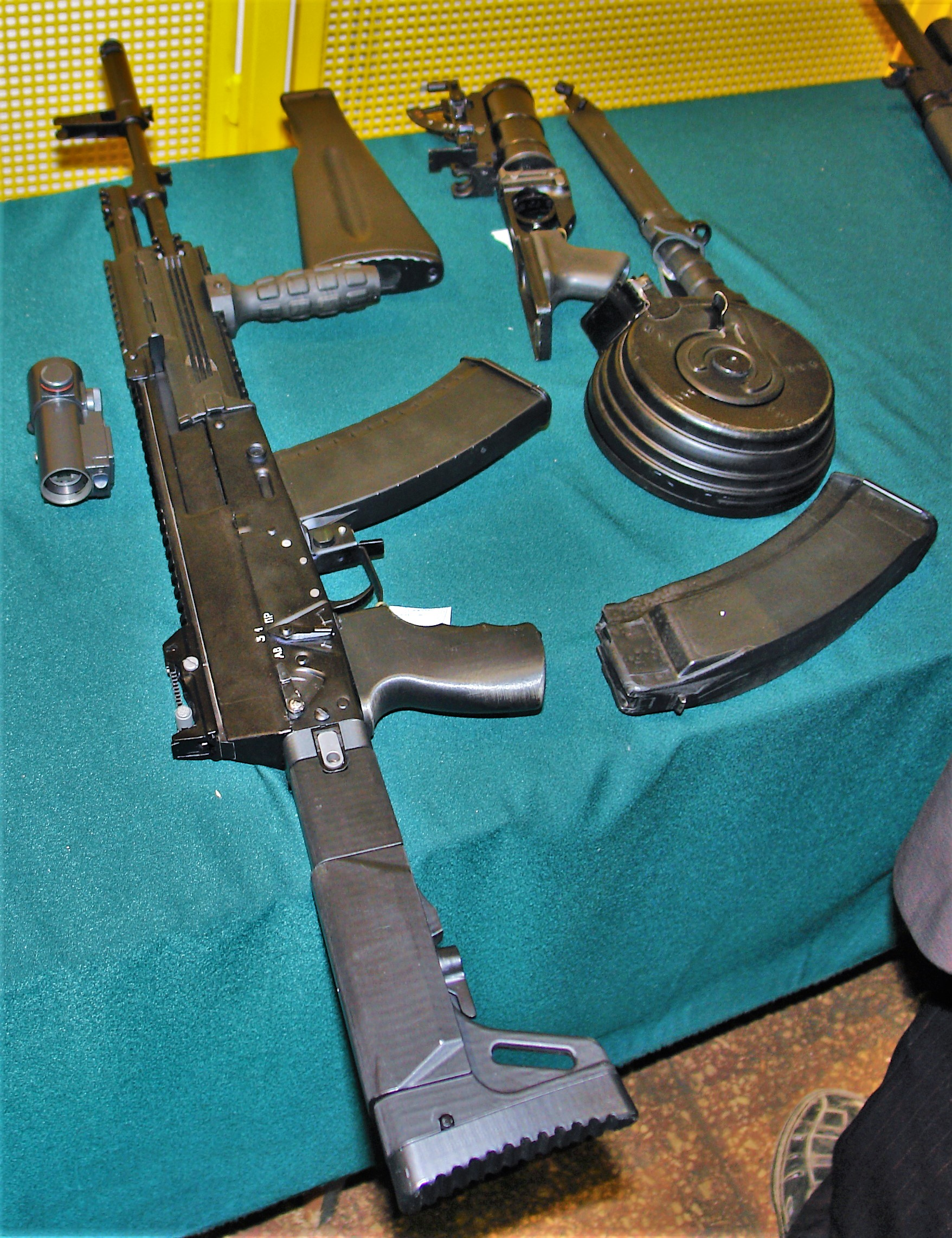
Mẫu thử nghiệm ban đầu của AK-12 cùng với các phụ kiện dự kiến.

Thiết kế của AK-12 sử dụng cơ chế nạp đạn bằng khí nén trích khí dài với khóa nòng xoay giống như hầu hết các khẩu thuộc dòng AK khác. Với 3 chế độ bắn: Bắn phát một, điểm xạ 3 phát một và bắn tự động. Thân trước của súng đã được thiết kế lại để có thể gắn được những ống phóng lựu đạn theo tiêu chuẩn nước ngoài hoặc các loại ống phóng lựu của Nga như GP-25 và GP30.
Hệ thống nhắm cơ bản của súng là điểm ruồi nhưng cũng được có các thanh răng trên thân súng để lắp ống ngắm quang học, ống ngắm ban đêm, đèn laser, chỉ thị mục tiêu và các thiết bị đặc biệt khác. Có thể sử dụng hộp đạn rời chung với các khẩu thuộc dòng AK khác nhưng cũng có thêm một loại hộp đạn mới có 2 rãnh 4 hàng dạn có thể chứa được 60 viên.

## Biến thể và Thông số kỹ thuật

### AK-12
Phiên bản sản xuất cuối cùng của súng trường tấn công AK-12 5,45×39mm được cho là đáng tin cậy hơn, chính xác hơn và phù hợp hơn với các yêu cầu mới nhất của quân đội Nga. Nó dựa trên AK-400 (Nguyên mẫu cơ bản) và nó vẫn sử dụng lại đạn 5,45x39mm. Nó có tốc độ bắn theo chu kỳ 700 viên / phút (RPM), chiều dài nòng dài 415 mm (16,3 in), tầm bắn tối đa 800 m (870 yd) và hộp tiếp đạn tiêu chuẩn là 30 viên. Nó cũng tương thích với việc sử dụng các hộp tiếp đạn từ AK-74, RPK-74 và hộp tiếp đạn hình trống 96 viên từ RPK-16.
Điều khác biệt dễ nhận thấy nhất là đầu ruồi ngắm của dòng AK-12 được đặt lùi về sau, nằm trên ống trích khí. Ở nguyên mẫu thì đầu ruồi này nằm ở đầu nòng như các mẫu AK truyền thống.
Hiện nay, trong thị trường dân sự, có 1 phiên bản dân sự của AK -12 nhưng thuộc súng trường bán tự động - AK-TR3.

### AK-15

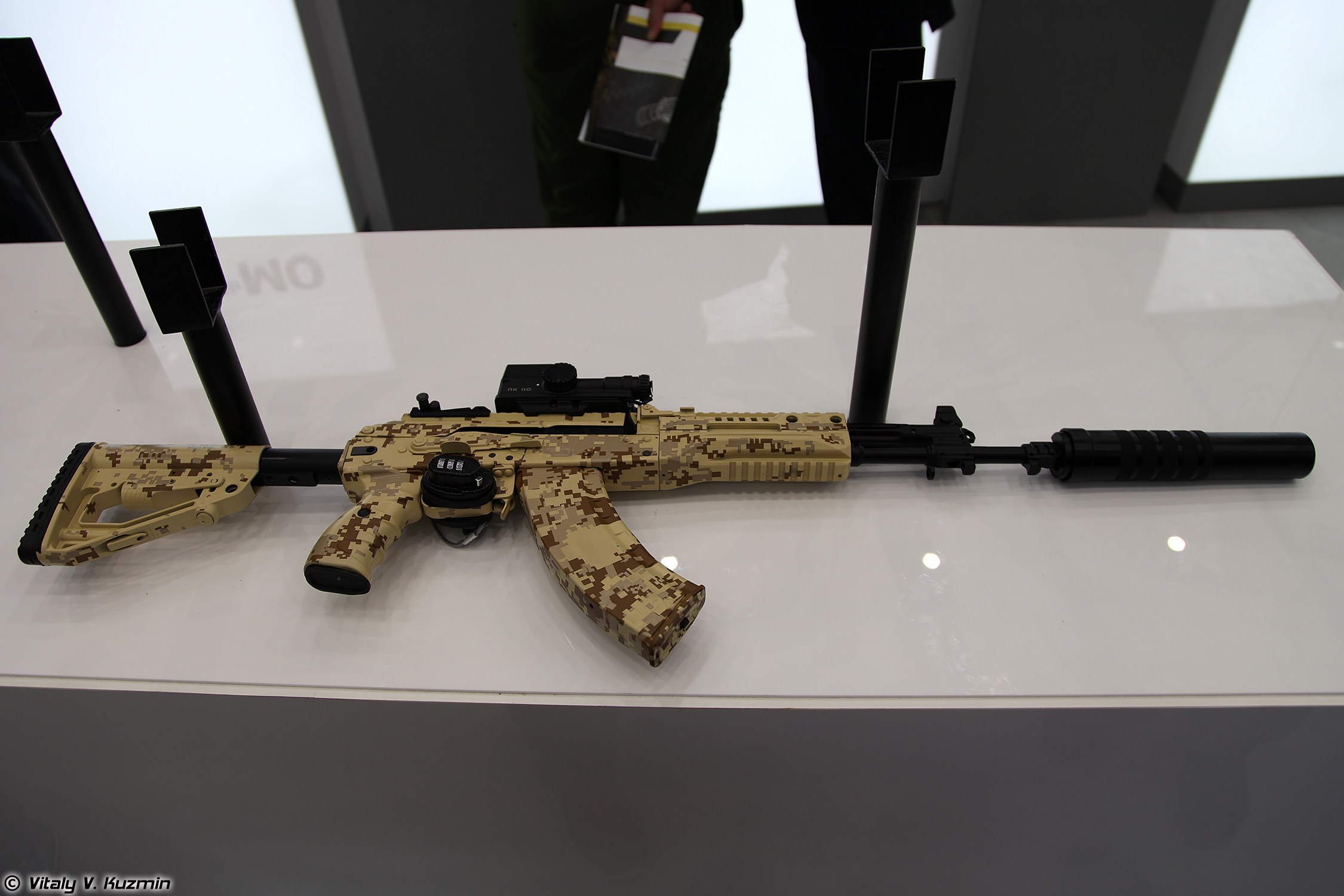
Mẫu sản xuất cuối cùng của AK-15 với nòng giảm thanh

Mẫu sản xuất cuối cùng của súng trường tấn công AK-15 7.62×39mm đã được Tập đoàn Kalashnikov phát triển theo chương trình"Ratnik"và nó được lên kế hoạch thay thế súng trường tấn công AK-103. Nó dựa trên AK-400 (Nguyên mẫu cơ bản) và nó sử dụng đạn 7.62x39mm. Nó có trọng lượng 4,16 kg (9,17 lb), chiều dài đầy đủ 1.066 mm (42,0 in), chiều dài nòng súng là 415 mm (16,3 in), tốc độ bắn 700 viên / phút (RPM), sơ tốc đầu nòng 715 m/s, tầm bắn tối đa 800 m (870 yd) và sức chứa của hộp đạn tiêu chuẩn là 30 viên đạn. Nó cũng tương thích với các hộp tiếp đạn từ AKM, AK-103 và RPK. Sự khác biệt duy nhất giữa AK-12 và AK-15 là cỡ nòng của chúng.

### AK-12K
Trong ARMY-2017, Tập đoàn Kalashnikov đã giới thiệu các nguyên mẫu của AK-12K, phiên bản nòng ngắn của AK-12.

## Hình ảnh

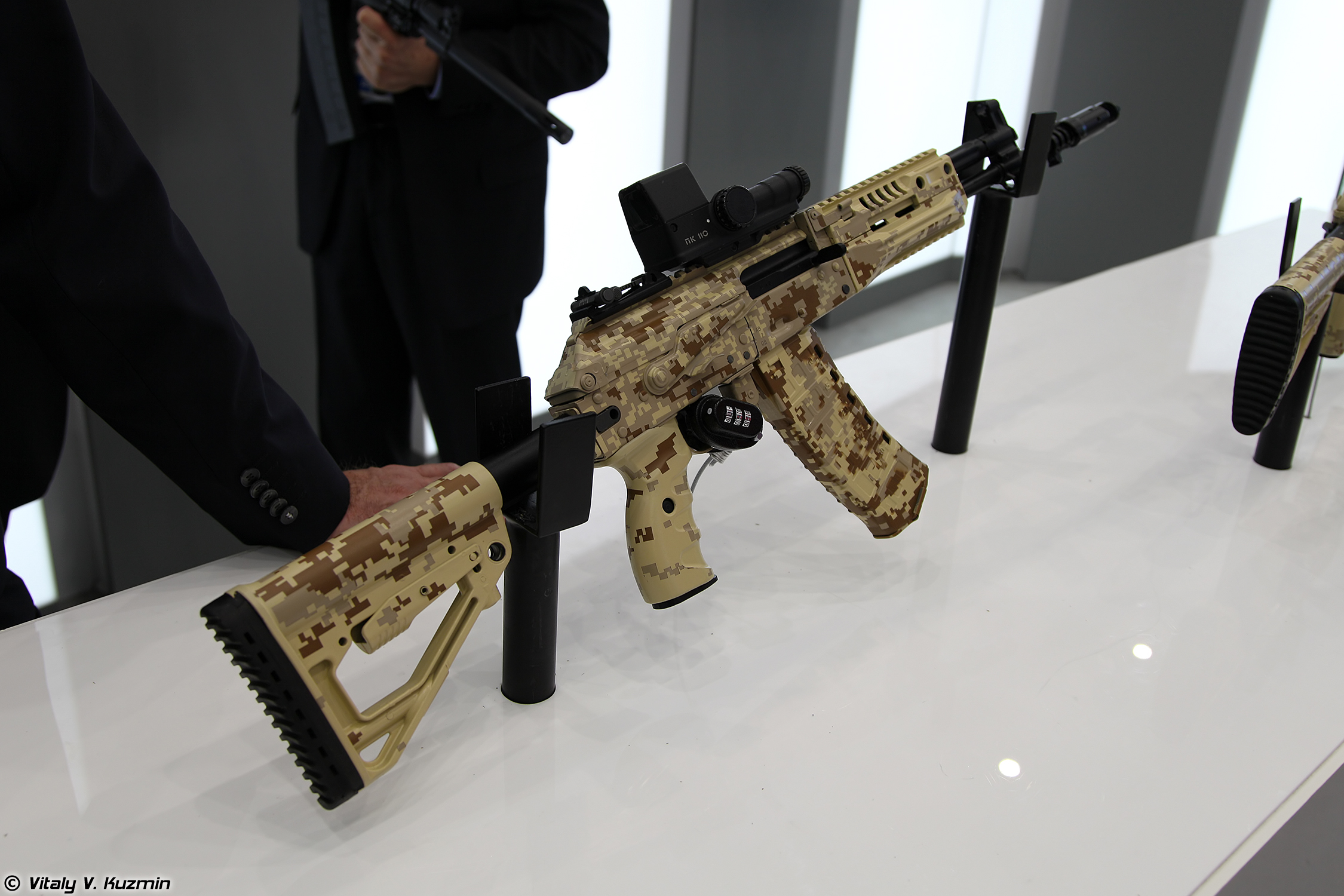
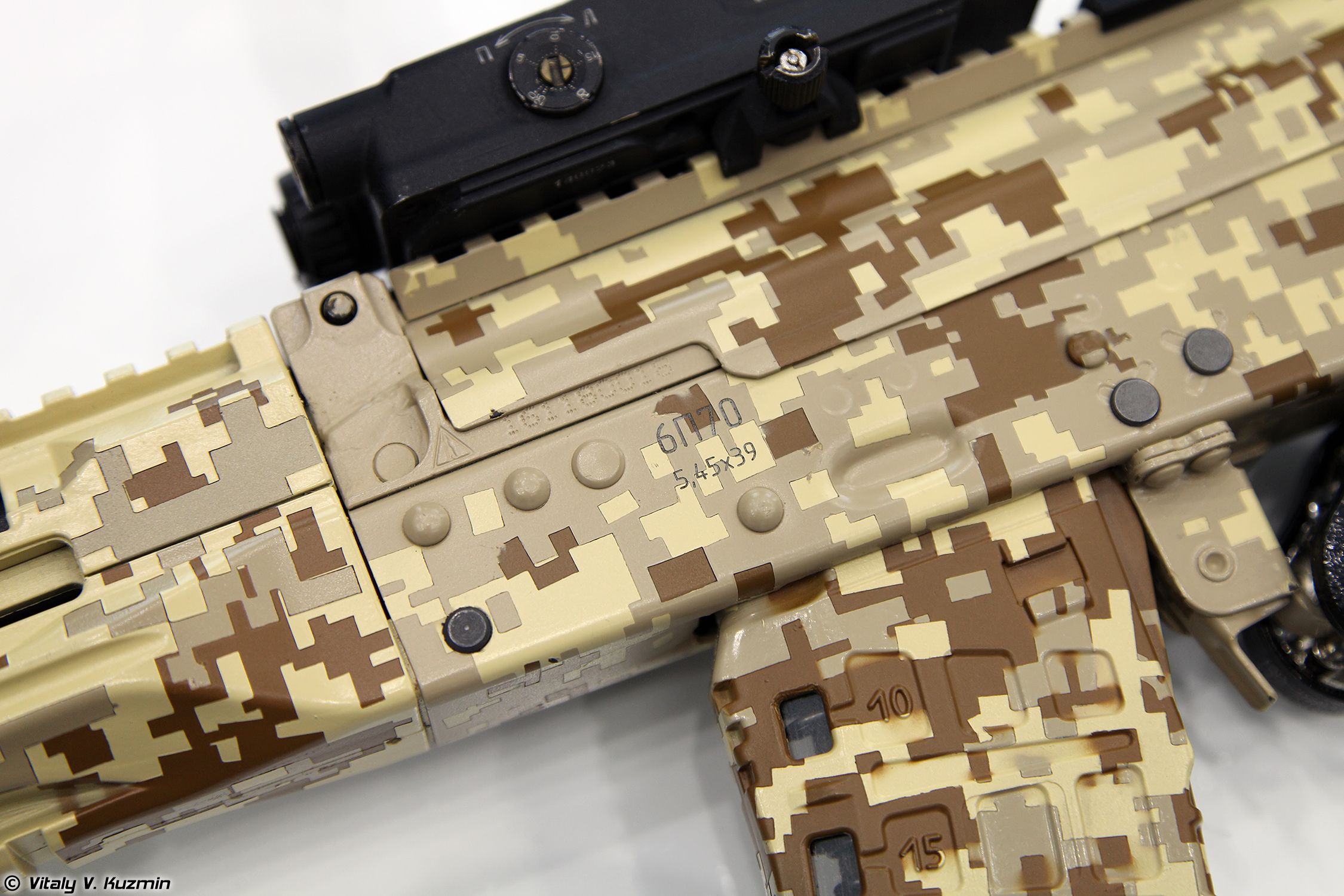
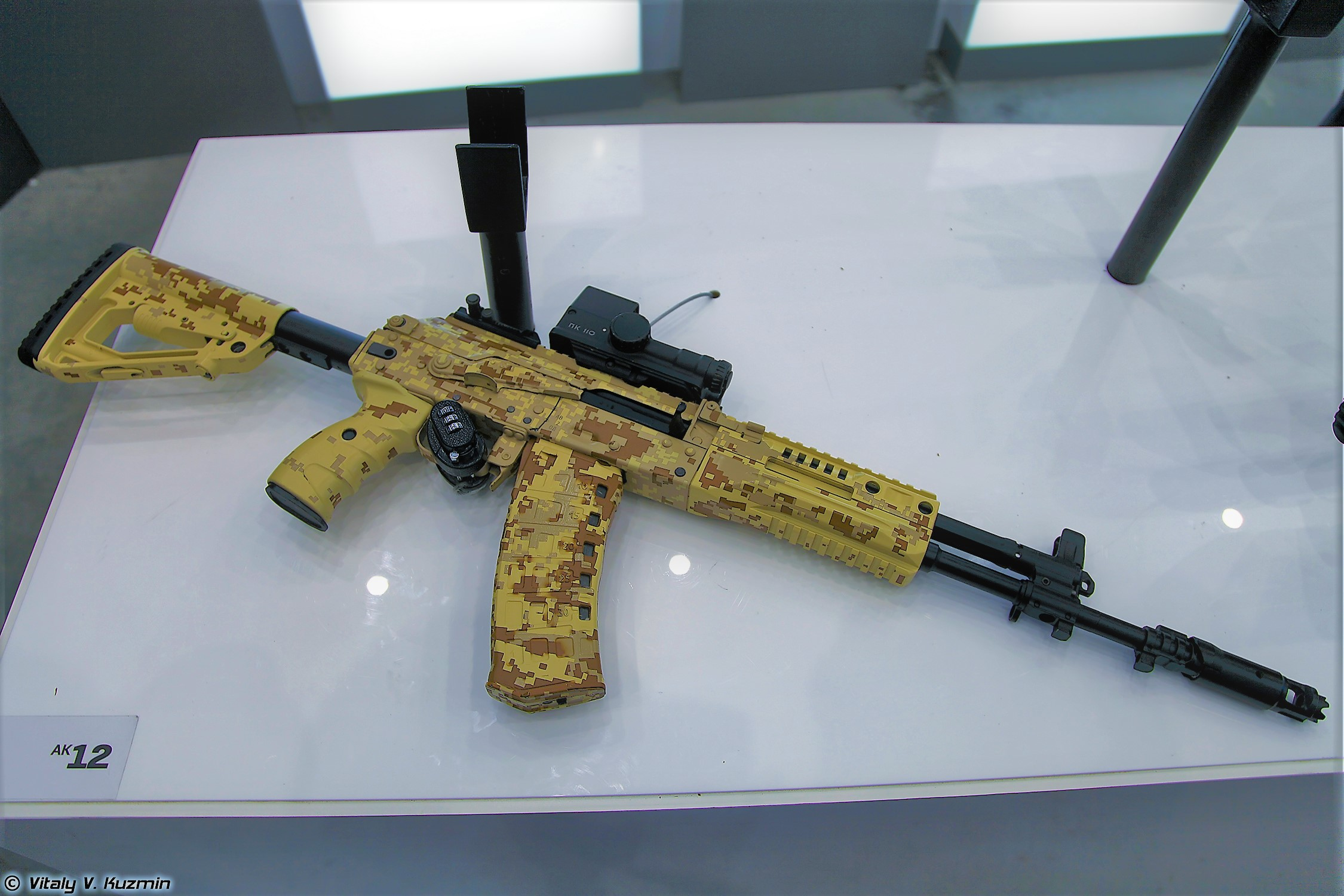
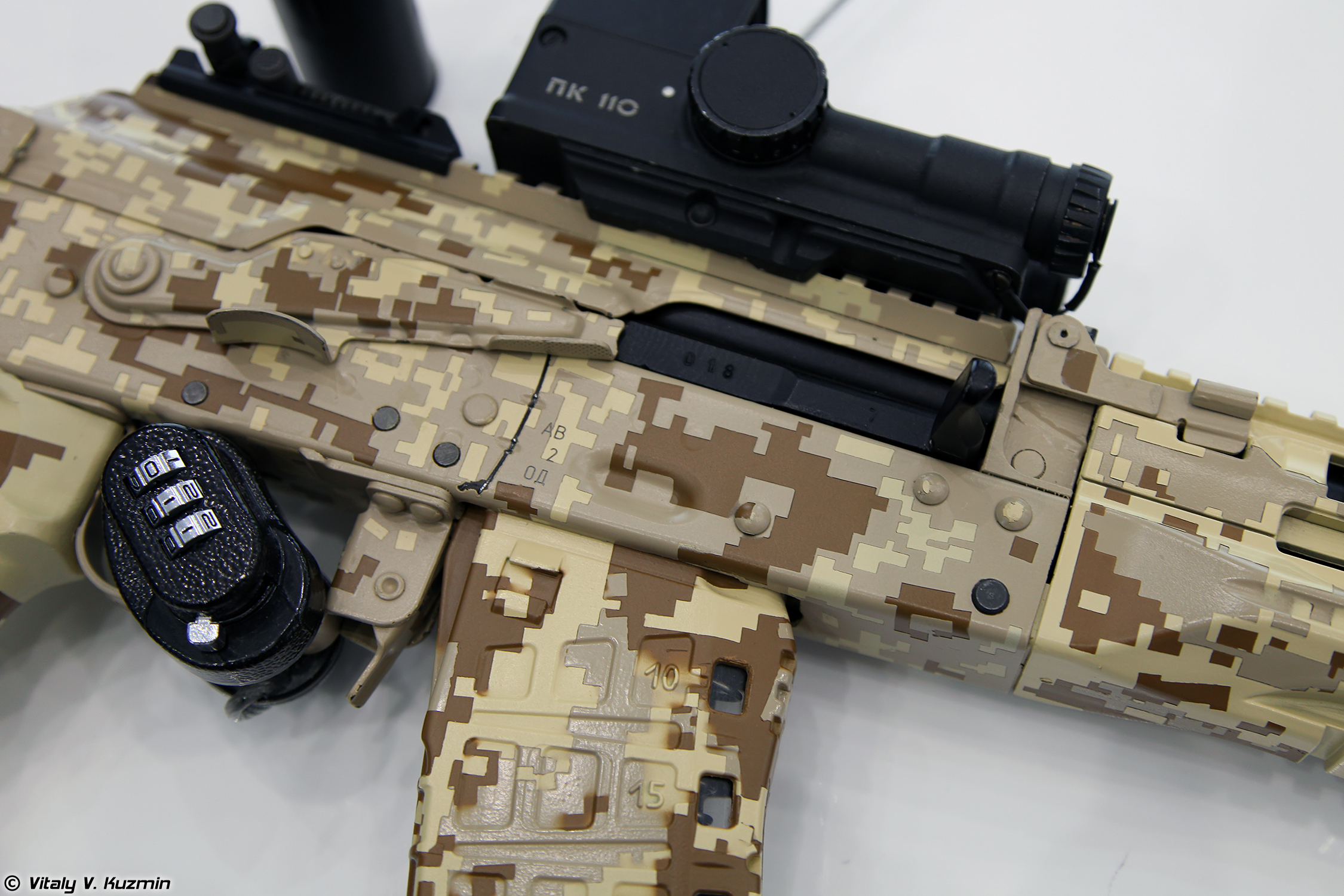
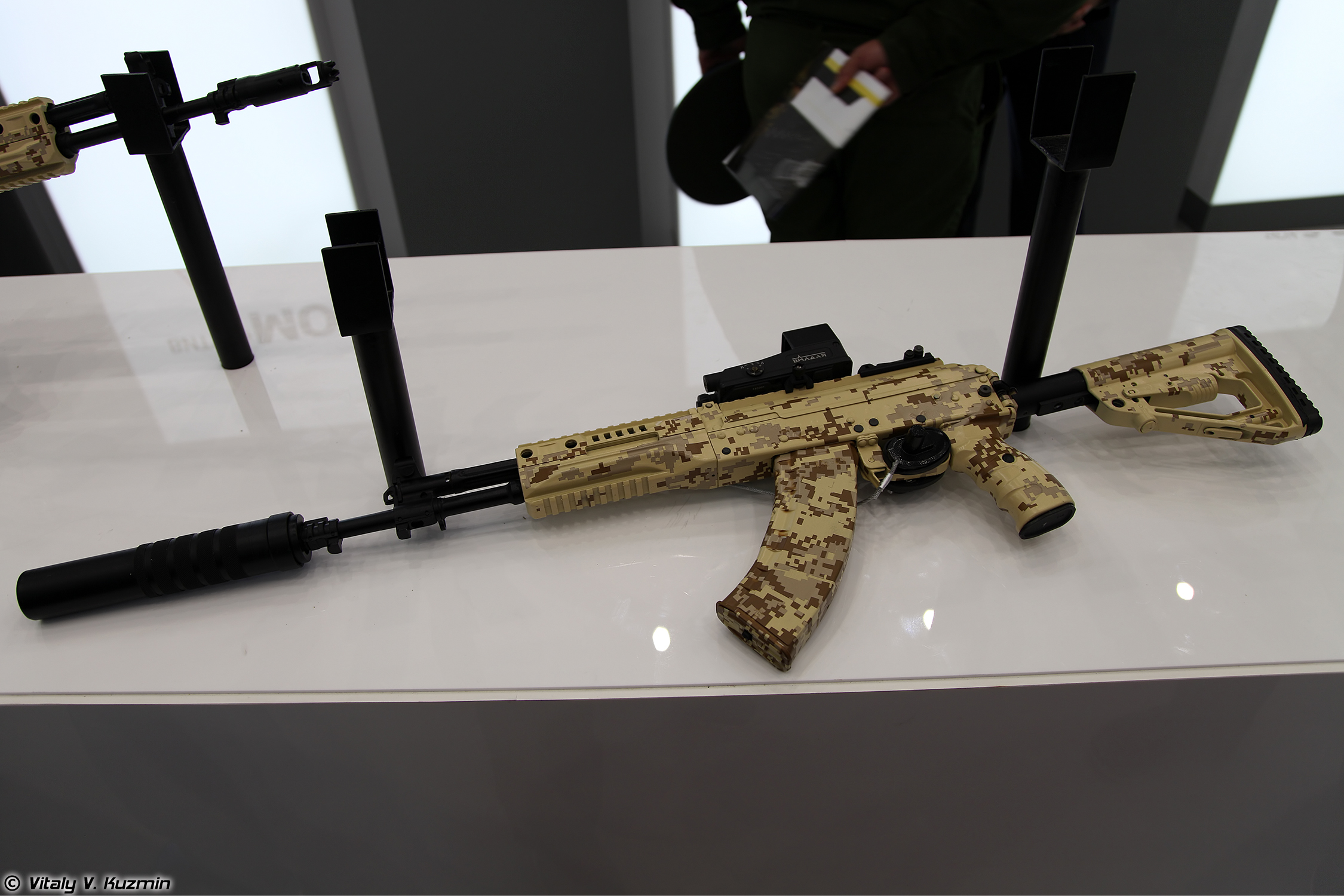
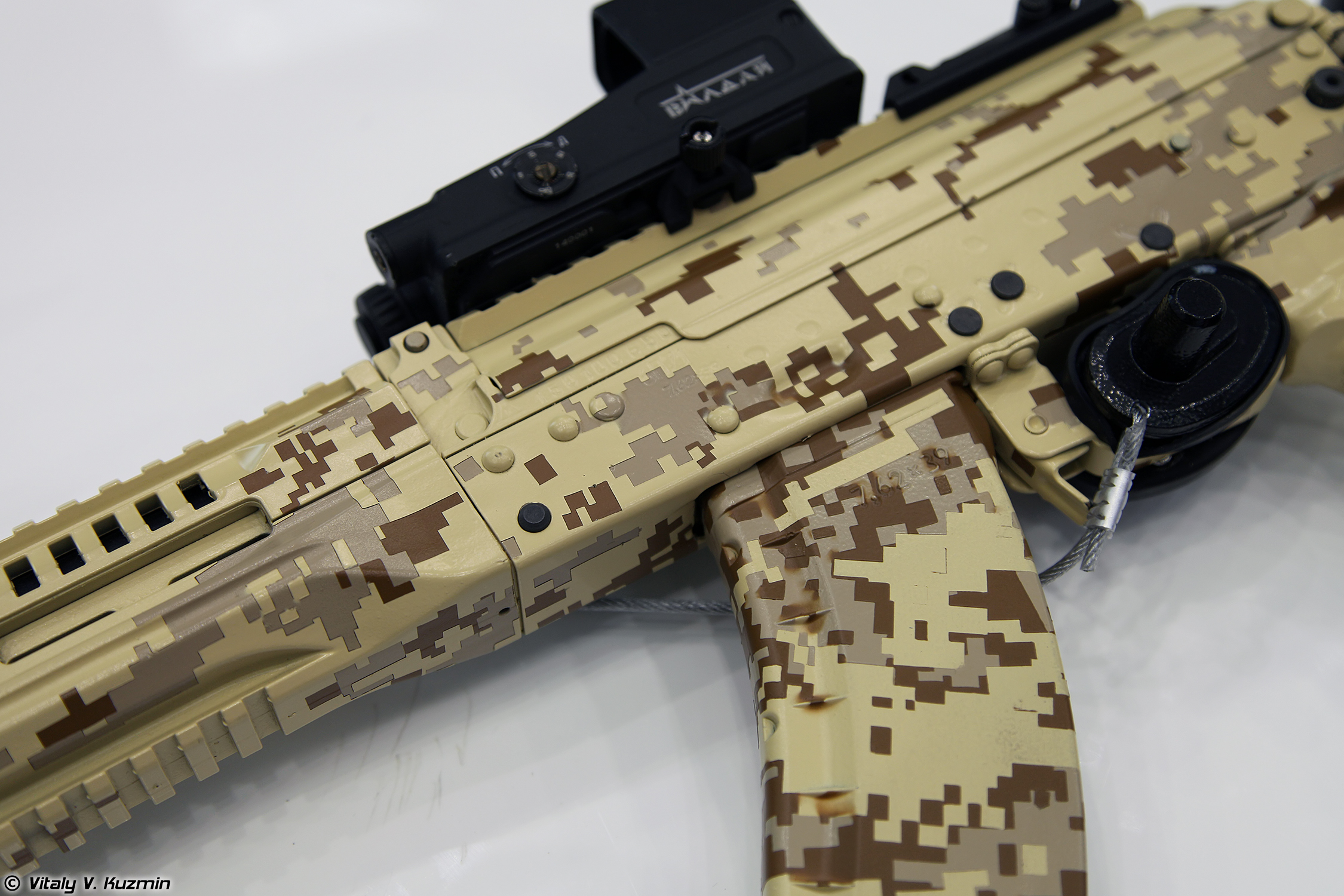

### AK-15K
Trong ARMY-2017, Tập đoàn Kalashnikov cũng đã giới thiệu các nguyên mẫu của AK-15K, phiên bản nòng ngắn của AK-15.

### AK-19
Mẫu giới thiệu súng trường tấn công AK-19 5.56×45mm được Tập đoàn Kalashnikov cải tiến trên cơ sở của AK-12 sử dụng đạn NATO 5.56×45mm, được giới thiệu tại ARMY-2020 ở Moskva vào cuối tháng 8. Nó có cùng thiết kế và công thái học, cũng như các thông số kỹ thuật tương tự như AK-12, như trọng lượng 3,35 kg, chiều dài nòng súng là 415 mm, tốc độ bắn 700 viên / phút (RPM). Nó sử dụng loại hộp tiếp đạn 30 viên.